# George Elwood Nichols
Pour les articles homonymes, voir George Nichols et Nichols.
George Elwood Nichols est un botaniste américain, né le 12 avril 1882 à Southington (Connecticut) et mort le 20 juin 1939 à New Haven (Connecticut).

## Biographie
Après avoir commencé ses études à Southington, il entre à l’université Yale en 1900, établissement où il poursuivra toute sa carrière. Il obtient en 1904 son Bachelor of Arts et un titre d’assistant en botanique. En 1909, il obtient son Ph. D. avec une thèse intitulée Morphological Study of Juniperus communis var. depressa (elle paraîtra l’année suivante dans Beihefte zum Botanischen Centralblatt).
Nichols devient alors instructeur en botanique, puis professeur assistant (1915), professeur associé (1924), puis professeur (1926). Il finit également par diriger le département de botanique ainsi que le jardin botanique de l’université. C’est dans les années 1920 que Nichols, travaille à la station de biologie de l’université du Michigan à Douglas Lake dans le Nord du Michigan. C’est là qu’il commence à étudier les algues et les bryophytes. Il fera paraître, sur ces dernières environ 25 articles.
Il est membre de diverses sociétés savantes comme la Société américaine de botanique, la Société américaine d'écologie ou la Sullivant Moss Society. Il fait également partie durant un temps du Conseil national de la recherche des États-Unis.
Plusieurs espèces lui ont été dédiées : 
- Dicranella nicholsii par Robert Statham Williams (1859-1945) ;
- Hygrohypnum nicholsii par Abel Joel Grout (1867-1947).

## Source
- Nicholas Vladimir Polunin (1942). G. E. Nichols: An Appreciation, Journal of Ecology, 30 (1) : 202-205.  (ISSN 0022-0477)